# Thomas Scott Baldwin

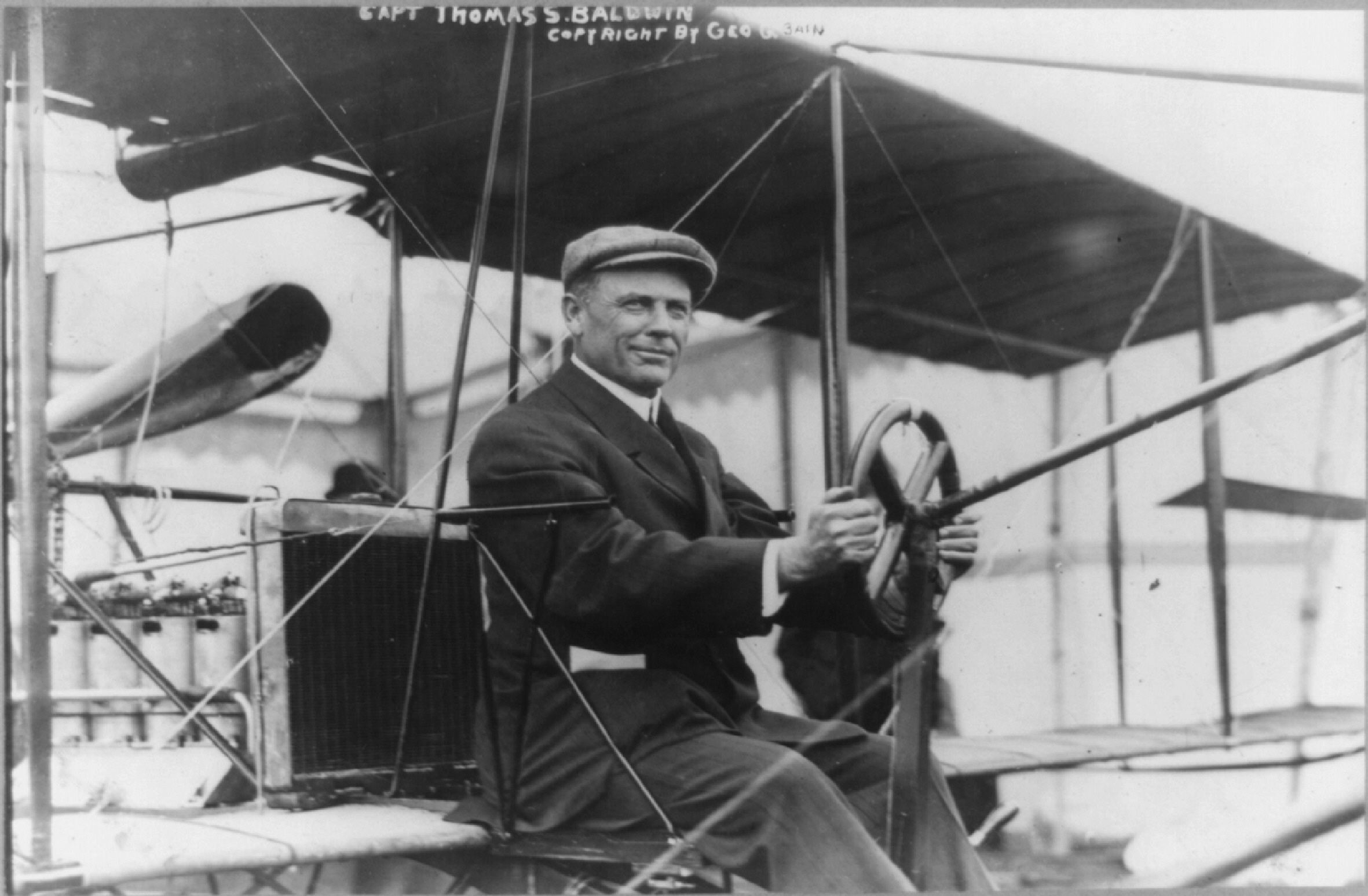
Thomas Scott Baldwin am Steuer eines Flugzeugs, 1910

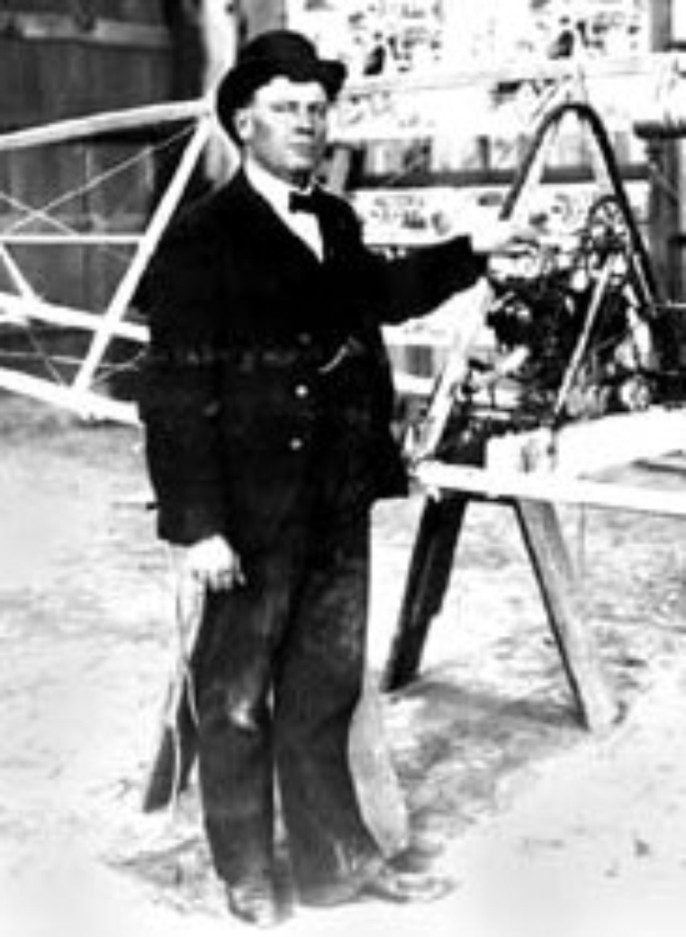
Thomas Scott Baldwin

Thomas Scott Baldwin (* 30. Juni 1854 in Marion, Harrison County, Missouri; † 17. Mai 1923) war ein US-amerikanischer Ballonfahrer und Flugpionier.

## Leben
Baldwin entwickelte 1904 das erste lenkbare Luftschiff der USA, die California Arrow. (Erste Fahrt 29. Juli 1904, erste öffentliche Fahrt: 3. August 1904). Gesteuert wurde das Luftschiff von Roy Augustus Knabenshue im Rahmen der Weltausstellung Louisiana Purchase Exposition. Als Traggas verwendete er Wasserstoff. Baldwin konnte mit seinen Luftschiffen einen gewissen kommerziellen Erfolg erzielen. Bis 1908 hatte er etwa zehn Luftschiffe verkauft, sie waren mit Motoren von Glenn Curtiss ausgerüstet.
1908 gelang es ihm, einen Auftrag der US-Streitkräfte zu erhalten. Das Luftschiff Signal Corps Airship No. 1 (SC-1) stieg am 4. August 1908 zum ersten Mal für sieben Minuten auf. Am darauffolgenden Tag fand die erfolgreiche Abnahmefahrt für das Militär statt. Das Luftschiff wurde von einem wassergekühlten 24-PS-Vierzylindermotor angetrieben, der von Curtiss entwickelt worden und der erste seiner Art war.
Bis 1914 beschäftigte Baldwin sich auch mit dem Bau von Flugzeugen. Dann wandte er sich wieder den Luftschiffen zu. Der Bau von DN-1, dem ersten US-amerikanischen Marineluftschiff 1917 geht mit auf ihn zurück.
Seine letzte Anstellung war bei der Goodyear Tire & Rubber Company als Ballon- und Luftschiffkonstrukteur.
Captain Thomas Scott Baldwin starb am 17. Mai 1923 im Alter von 68 Jahren. Sein Grab befindet sich auf dem Nationalfriedhof Arlington. Ihm zu Ehren trägt seit 1960 der Baldwin Peak in der Antarktis seinen Namen.